# Хайнрих XIX (Ройс-Грайц)
Хайнрих XIX Ройс-Грайц (на немски: Heinrich XIX, Fürst Reuss-Greiz; * 1 март 1790, Офенбах; † 31 октомври 1836, Грайц) от „старата линия“ на Ройс, е княз на Ройс-Грайц (1817 – 1836), граф и господар на Плауен, господар на Грайц, Кранихфелд, Гера, Шлайц и Лобенщайн (1817 – 1836). Той е дядо на царица Елеонора Българска (1860 – 1917) омъжена на 28 февруари 1908 г. в Кобург за цар Фердинанд I от България (1861 – 1948).

## Биография
Той е големият син на княз Хайнрих XIII (1747 – 1817) и съпругата му принцеса Луиза фон Насау-Вайлбург (1765 – 1837), дъщеря на княз Карл Кристиан фон Насау-Вайлбург (1735 – 1788) и Каролина Оранска-Насау-Диц (1743 – 1787).
Той умира на 31 октомври 1836 г. в Грайц на 46 години. Последван е от по-малкия му брат Хайнрих XX (1794 – 1859).

## Фамилия
Хайнрих XIX Ройс-Грайц се жени на 7 януари 1822 г. в Прага за принцеса Гаспарина де Роан-Рошфор (* 27 септември 1800, Париж; † 27 юли 1871, Грайц), дъщеря на херцог Шарл Луи Гаспард Роан-Рохефор (1765 – 1843) и принцеса Мари Луиза Жозефина де Роан-Гуемене (1765 – 1839). Съпругата му е католичка и той превръща една капела в парка на Грайц на католическа. Княгиня Гаспарина основава в Грайц католическа община. Те имат две дъщери:
- Луиза Ройс-Грайц (* 3 декември 1822, Грайц; † 28 февруари 1875, Ернстбрун, Австрия), омъжена I. на 8 март 1842 г. в Грайц за принц Едуард фон Саксония-Алтенбург (1804 – 1852), II. на 27 декември 1854 г. в Грайц за княз Хайнрих IV Ройс-Кьостриц (1821 – 1894) и е майка на царица Елеонора Българска
- Елизабет Хенриета Ройс-Грайц (* 23 март 1824, Грайц; † 7 май 1861, Берлин), омъжена на 4 ноември 1844 г. в Грайц за княз Карл Егон III фон Фюрстенберг (1820 – 1892), син на княз Карл Егон II фон Фюрстенберг и принцеса Амалия фон Баден